# 馬丁·威廉·庫塔
馬丁·威廉·庫塔（德語：Martin Wilhelm Kutta，1867年11月3日—1944年12月25日）是一名德國數學家。
庫塔出生於上西利西亞貝奇納（今波蘭貝奇納）。1885年至1890年，他在弗羅茨瓦夫大學就讀，直到1894年成為瓦爾特·馮·戴克的助手前都在慕尼黑繼續學習。1898年起，他在康橋大學學習了半年。1899年至1909年，他再次擔任馮·戴克的助手；1909年至1910年，他在耶拿大學擔任兼職教授。1910年至1912年，他在亚琛工业大学擔任教授。1912年，庫塔成為斯图加特大学的教授，他在那裡一直待到1935年退休。
1901年，庫塔與卡爾·龍格共同開發出龍格-庫塔法，用於數值解決常微分方程。他也因儒可夫斯基-庫塔翼型、庫塔-儒可夫斯基定理和空氣動力學中的庫塔條件而知名。1944年，庫塔於德國的菲斯滕費爾德布魯克逝世。

## 外部連結
- 約翰·J·奧康納; 埃德蒙·F·羅伯遜, ,  （英语）
- 馬丁·威廉·庫塔在數學譜系計畫的資料。